# 日本学習社会学会
日本学習社会学会（にほんがくしゅうしゃかいがっかい）は、生涯学習に関する実践的並びに理論的研究を促進し、研究の交流および情報交換等を行うことを通して、日本における学習社会の発展に寄与することを目的に、2004年4月に創設された教育関連の学術団体である。日本学術会議協力学術研究団体として認められている。

## 概要
2007年9月に、日本学術会議の協力学術研究団体に指定された。歴代会長は、川野辺敏(国立教育政策研究所名誉所員)、小島弘道(筑波大学名誉教授)、前田耕司(早稲田大学教授)、佐藤晴雄(日本大学教授)、新井郁男(上越教育大学名誉教授)で、現在の会長は赤尾勝己（関西大学教授）である。事務局は、関西大学文学部に置かれている。2024年4月現在の会員数は、260名である。
毎年会員数を着実に伸ばし、大学の研究者のみならず、社会教育職員や学校教職員、教育委員会職員、NPO関係者、成人学習者、地域活動を行う市民など多様な会員の研究の場として定着し、類似学会に比べて学校教育関係者の会員が多いという特徴がある。
活動としては、大会の開催（年1回）、研究会の開催（年1回）、年報の発行（年1回）、論文集『学習社会研究』の発行(学事出版刊・随時発行)、会報の発行（年1回）などがある。学会ホームページを開設している(http://learning-society.net/)。
学会創設10周年を記念して、『学習社会への展望』(明石書店、2016年)を刊行した。